# GN-0000 00 GUNDAM
GN-0000 00鋼彈（英語：GN-0000 00 Gundam），為日本科幻動畫作品《機動戰士GUNDAM 00》中登場的機動戰士（Mobile Suit），由剎那·F·塞耶所駕駛。

## 介紹
天上人在與聯合國軍的大戰中被擊敗而瀕臨崩潰，但在之後的四年間秘密開發了新的GUNDAM而東山再起。
00 就是其中之一，其最大特徵是搭載2台GN-Drive（其一為O GUNDAM 以及另一個為 能天使GUNDAM 之原裝太陽爐）的「雙重動力系統（Twin Drive System）」。
本機為GN-001 能天使GUNDAM的後繼機，於2312年首次登場，同為擅長格鬥戰的機體。
表面上為能天使GUNDAM的後繼機，實際上為只是繼承了GN-Drive以及近戰能力，其餘部份則是繼承了GN-XXX 秘天使GUNDAM(例如軀幹部分)
以伊恩·瓦斯提為首之天上人機械團隊，為了讓00 GUNDAM發揮100℅的性能而持續進行開發與調整，當發揮完全的性能時，00 GUNDAM將展現出超越常識的力量。

## 重要戰鬥史

### 第二季

#### 第2話
剎那強行啟動Trans-AM系統，使得雙重動力系統的同步率，達到穩定運作的標準並首次出擊，單機消滅一台厄運式III及一台先驅式。

#### 第6話
與武士道先生的專用先驅式交戰，首次於戰鬥中啟動Trans-AM系統，導致雙重動力系統超出負荷，使機體系統停頓。

#### 第11及12話
首次與「0強化戰機」接合成為「00強化模組」，並首次啟動Trans-AM Raiser系統，單機擊墜變革者MS「加迪薩」，「加萊佐」及接近十台A-Laws機動戰士。

#### 第15話
在非洲軌道電梯空域首次與武士道先生（葛拉漢·耶卡）的豪傑式交戰，這是首次與同樣擁有Trans-AM系統的敵人對戰。

#### 第17話
首次使用Raiser System發動Raiser Sword，擊墜變革者試作MA「恩普拉斯」，狄華因陣亡。

#### 第21及22話
首次也是唯一一次與武士道先生（葛拉漢·耶卡）之「須佐之男」戰鬥，啟動Trans-AM系統後，成功把敵機擊毀。

#### 第24話
首次也是唯一一次使用Trans-AM Burst模式。

#### 第25話
與變革者首腦里朋斯·阿爾馬克的再生GUNDAM對決，後擊毀再生鋼彈。

### 劇場版
在攔截由ELS擬態而成的木星探測船「木衛二」時首度出戰，但因駕駛員剎那感應到ELS的「訊息」而無法攻擊，在左臂被ELS侵蝕時被提耶利亞駕駛的CB-002 療天使GUNDAM所救。
在火星之戰中再度出戰，並同時啟動Trans-AM以及Raiser System造成類似Trans-AM Burst的效果枉嘗試和ELS對話，但因為粒子量不足和ELS的訊息量過大，令剎那的左大腦受損，本機也被大量ELS侵蝕。
最終剎那和本機駕駛艙被提耶利亞遙距控制的GN-008RE 熾天使GUNDAM II拔出，並交給洛克昂所駕駛的GN-010 獄天使GUNDAM，本體則連同熾天使II一同自爆。

## 裝備

### 武裝

#### GN劍Ⅱ
GN劍Ⅱ (英語：GN Sword II) 為由能天使鋼彈的GN劍發展而成的武器。
GN劍Ⅱ擁有作為雙管光束步槍使用的「步槍模式」（英語：Rifle Mode）、作為實體劍的「劍模式」（英語：Sword Mode）、產生鐳射刃的「鐳射刀模式」（英語：Beam Saber Mode），模式間的切換可以在瞬間完成，兩把GN劍Ⅱ可結合成雙刃劍。
劍上的水晶傳感器是天上人新獨自開發的，也採用在智天使的GN狙擊步槍Ⅱ及墮天使的GN雙管步槍上。

#### GN光束軍刀
GN光束軍刀  裝備在腰後的劍，使用時轉動成橫向，以方便拔劍。
GN光束軍刀並不是實體劍，而是純粹的光束軍刀，擁有極高威力，共配備兩把。
GN光束軍刀透過輸出功率的調整，也可以變為「GN光束匕首（英語：GN Beam Dagger）」投向遠處的敵人。

#### GN盾牌
00 GUNDAM擁有2面GN盾牌 (英語：GN Shield) ，高強度的E-碳纖維製，可合起來成為大型盾牌，也可以分別裝在雙肩。盾牌尖端是銳利的刀刃，能夠作為格鬥用武器拳刃。

#### GN劍Ⅲ
第二季第22話登場，00 GUNDAM的新裝備，GN劍第三改良型態 (英語：GN Sword Ⅲ)。
外型與能天使GUNDAM的GN劍相似，刀刃則與七劍型00 GUNDAM之GN拳刃相似。
由於GN劍Ⅱ使用強化巨劍時不能有效地控制粒子釋放量，因此使用開發「00鋼彈七劍型」的裝備時取得的資料，設計了GN劍Ⅲ；能夠轉換成三連光束步槍的「步槍模式」（英語：Rifle Mode），能夠使用集束、連射、擴散等不同射擊方式。
此外，使用強化巨劍時，只需GN劍Ⅲ一把就能使用。

### 特殊裝置

#### GN電容器
在機體各關節處設立了GN電容器（英語：GN Condenser），用來儲存太陽爐產生的GN粒子，在大量消耗時發揮作用。
針對00GUNDAM這架機體具有雙重動力系統的特點，由於所產生的粒子量遠遠超出原來的粒子量，所以特別爲其採用了新型的高效GN電容器，共裝備8個。

#### 粒子控制天線
用來控制機體內GN粒子的天線。
與第三世代GUNDAM都設置在肩部這一點不同的是，00爲了顧及到雙重動力系統的太陽爐的轉動問題而產生的拓樸缺陷，決定將天線小型化，并置於頭上；與此同時，置於胸部的天線也負責支援這項工作。

#### 太陽爐支撐臂
用來支撐兩個太陽爐的支撐臂（英語：Drive Arm）。
可使太陽爐向機體的側方、前方、後方移動，而太陽爐也隨著支撐臂的位置不同而改變性能。
在側方時為標準位置、後方時會放出GN粒子增加推力、在前方時則可產生GN粒子流從而得到GN力場的效果。

#### 背包
與能天使GUNDAM等第三世代GUNDAM將太陽爐設置背部中央不同，這架機體新設了背包系統（英語：Backpack），同樣也可以得到以太陽爐用來產生推力的效果。

#### 七劍裝備
在雙重動力系統之性能被完全開發之前，假想剎那·F·塞耶必須駕駛00 GUNDAM時的接近戰鬥用裝備，是新生的天上人在與剎那會合之前設計而成，在拉格朗日点L3的工廠內研發。
此裝備是曾被能天使GUNDAM採用的「七劍」（英語：Seven Swords）的進化型，同樣擁有七把劍，但是每把劍均大幅度進化了；左肩上的GN破壞巨劍Ⅱ，取自GN-XⅡ近接戰鬥型的GN破壞巨劍。
隨著後來雙爐系統之成功運作，「七劍」裝備失去作用，因而沒有投入實戰。

### 系統

#### 量子化
Trans-AM Raiser突然消失的現象，將自身化為量子狀態後，再以粒子重組。
絕對迴避的一種手段，影響時間軸，物理攻擊無法對其干涉。

#### Raiser SYS
需要在0 Raiser裏控制室的系統開啟的；劇場版則由00直接啟動，除了能夠將雙重動力系統控制至完全同步外，還存在Trans-AM的增幅機能，並使出Raiser Sword。另外Trans-AM Raiser粒子釋放量曾提高至比平常的7倍以上。

#### 雙重動力系統
00GUNDAM之最大特色為搭載兩個GN-Drive之雙重動力系統，此系統之基本設計大約為與Trans-AM系統同時由天上人創立者伊歐利亞所交託。
擁有兩個GN-Drive並不表示它只產生2倍之GN粒子，而是「2次方」之量，以凌駕所有機體之GN粒子釋放量而自豪。
由於GN-Drive之共振並不穩定，經過多次測試，最後使用了能天使和0 GUNDAM之GN-Drive取得最高之共振率，才達到可正常運作狀態（共振率高於80℅）。但 00 GUNDAM本身無法承受如此龐大的粒子放出量，所以無法發揮此系統的完整功能，雙重動力系統的同步率在常態下低於100℅，因此也難以使用Trans-AM系統。
搭載於雙肩之GN-Drive能作180度迴轉，置於前方散佈GN粒子流時能形成GN力場抵擋GN光束攻擊。

#### Trans-AM系統
啟動Trans-AM系統的GUNDAM，能夠完全解放儲存在機體內的高濃度壓縮之GN粒子，使GUNDAM在短時間內發揮平常300%的威力。
此時，傳送GN粒子的電纜會變成紅色，漂浮在機體周圍的GN粒子也是高濃度狀態，所以整台GUNDAM看起來就變成了紅色。另一方面，Trans-AM系統結束後，機體內的粒子會被耗盡到接近底限，此時性能大幅下降。
使用Trans-AM系統可以提高00 GUNDAM的共振率，但強行使用也可能導致超過負荷，而使Twin Drive系統失控，甚至爆炸。
此問題需藉由搭載外掛裝備「GNR-010 0強化戰機」（英語：0 Raiser）解決，兩者合體後，足以把Twin Drive系統同步率提升至300%（MAX）；但在極限時間結束後，機體性能會下降三倍。

##### Trans-AM Raiser Burst Mode
由經已覺醒的剎那所開啟的模式，成為純種的腦量子波與Twin Drive之間的聯動。
GN粒子不以濃度以純度大量增加，被純度GN粒子覆蓋內的人與人之間，腦內會產生聲音共鳴，也能擴張意識，變革者的腦量子波也因此而被擾亂。讓無法使用腦量子波的普通人類，也能在此範圍內，以心靈感應方式互相對話。
GN粒子本身也是能作為媒界，告知或者感知人們的想法與聲音，先一步採取行動。

#### Raiser Sword
00 Raiser的最強攻擊，經由Raiser系統進行同步 (300% MAX) ，再以Trans-AM將壓縮粒子完全解放，便能使出強大功率的鐳射軍刀；範圍廣闊的程度，曾被敵方以為是長距離的鐳射炮擊。

##### Type-GN Sword Ⅱ
搭配兩支GN 劍II與0 Raiser 上的GN火神炮，就會產生出巨型的Raiser Sword。每次使用，均會把機體所有儲藏粒子完全消耗殆盡。

##### Type-GN Sword Ⅲ
搭配GN 劍III使用時，會產生較為幼細的粒子鐳射Raiser Sword；能有效地控制釋放量。

## 支援機

### GNR-010 0強化戰機
0-Raiser（英語：GNR-010 0 Raiser）為伊恩·瓦斯提為中心的天上人機械小組，讓雙重動力系統完全發揮而開發的支援機，在天上人的據點拉格朗日点3開發而成。
0-Raiser外觀與GN典籍戰機相似，有安定雙爐控制系統、Trans-AM增幅機能及引出00 GUNDAM全部性能之功能，通過對接，就能夠控制Twin-Drive的機能，同步率及融合率都能達至MAX水平，並擁有應付Twin-Drive粒子量而增設的Trans-AM增幅機能。
0-Raiser具備一定程度的單機作戰能力，但因為沙慈其否定戰爭的想法，而從未使用過；只有一次為了阻止加格攻擊統御式，而在合體狀態下，自行發射GN飛彈。
0-Raiser位於機首之駕駛艙是感應器（Sensor Unit），真正之駕駛艙位於機身內。雙翼的掛載點可安裝00鋼彈的GN盾牌，或是各類外掛式飛彈、機腹則可掛載GN劍Ⅲ型。
- 駕駛員：沙慈·克洛斯羅德，伊恩·瓦斯提（原定）

- 武裝：
  - GN火神砲（GN Vulcan）×4
  - GN粒子束衝鋒槍（GN Beam Submachine Gun）×4
  - GN小型飛彈（GN Micro Missle）×8

## 完成型

### GN-0000+GNR-010 00 Raiser
「GN-0000+GNR-010 00強化模組」（英語：GN-0000+GNR-010 00 Raiser），是00鋼彈之完成型態。
作為「超越GUNDAM的存在」，在名稱上去除「GUNDAM」改稱為「00 Raiser」，使用Trans-AM的時候則稱為「Trans-AM Raiser」。
在拉格朗日點3，首次進行啟動Trans-AM對接實驗時，表現出超越理論數值的現象（脫離Raiser系統Trans-AM增幅機能的極限），啟動了Trans-AM的00 Raiser背後，會出現由GN粒子形成的「∞」形狀（甚至是巨型的）。
00 Raiser是作為大幅度超越了過去所有MS的概念的存在，擁有異常的性能，也展現出了不可思議的現象。本身機體背後能夠產生如同∞的GN粒子狀 或 光體形狀，在第19話中更出現巨形的∞光芒。

### GN-0000RE+GNR-010 00強化模組粒子儲藏器型
00強化模組粒子儲藏器型（英語：GN-0000RE+GNR-010 00 Raiser GN Condenser Type）為在劇場版登場的修改型00強化模組。
因為沒有太陽爐，而天人的技術已經可以將GN粒子壓縮至接近太陽爐，令電容器能夠長時間提供GN粒子。因此，改修型00強化模組使用了兩個GN電容器。
由於沙慈離開天上人後，無人操控0強化戰機，因此，天人將0強化戰機無人化，並以固定裝備形式，安裝於00鋼彈之上。
剎那能夠同時啟動Trans-AM以及Raiser System，令00強化模組粒子儲藏器型產生如同Trans-AM Burst的效果，但範圍和強度相對較弱。

## 變化型

### GN-0000/7S 七劍型00 GUNDAM
官方外傳《機動戰士GUNDAM 00V》中登場。
型號中的「7S」即為「七劍」（英語：Seven Swords）。
- 高度：18.3公尺
- 重量：65.1公噸（七劍型裝備重量10.2公噸）
- 武裝：
  - GN劍Ⅱ長劍型（GN SwordⅡ-Long）
  - GN劍Ⅱ短劍型（GN SwordⅡ-Short）
  - GN破壞巨劍Ⅱ（GN Buster SwordⅡ）
  - GN粒子束軍刀（GN Beam Saber）×2
  - GN拳刃（GN Katar）×2
  - GN力場（GN Field）

- 特殊裝置：
  - 大型GN電容器（Large GN Condenser）×2
  - Trans-AM系統（Trans-AM System）

### GN-0000GNHW/7SG 七劍型00 GUNDAMG
官方外傳《機動戰士GUNDAM 00V戰記》中登場。
型號中的「7S」即為「七劍」（英語：Seven Swords），「G」即為「槍」（英語：Gun）。
- 高度：18.3公尺
- 重量：68.4公噸（七劍G型裝備重13.5公噸）
- 武裝：
  - GN劍Ⅱ長劍型（GN SwordⅡ-Long）
  - GN劍Ⅱ短劍型（GN SwordⅡ-Short）
  - GN破壞巨劍Ⅱ（GN Buster SwordⅡ）
  - GN劍Ⅱ光炮型（GN Sword Ⅱ Blaster）
  - GN粒子束軍刀（GN Beam Saber）×2
  - GN拳刃（GN Katar）×2
  - GN力場（GN Field）

- 特殊裝置：
  - 大型GN電容器（Large GN Condenser）
  - Trans-AM系統（Trans-AM System）
  - GN力牆 (GN Field)
  - GN Drive